# Кэссиди, Патрик
Па́трик Кэ́ссиди (англ. Patrick Cassidy, род. 4 января 1962, Лос-Анджелес, Калифорния) — американский актёр.

## Ранние годы
Патрик Кэссиди родился в Лос-Анджелесе, Калифорния, в семье актёров Ширли Джонс и Джека Кэссиди. У него есть два родных брата Райан и Шон Кэссиди, а также единокровный брат Дэвид Кэссиди. Патрик — дядя актрисы Кэти Кэссиди.
Патрик заинтересовался актёрским искусством в старших классах, после того как сломал ключицу во время школьного футбольного матча, в котором он играл на позиции квотербека.

## Карьера
Кэссиди впервые появился на телевидении в 1981 году в фильме «Полуночные жертвы», в том же году он снялся в фильме «Ангельская пыль». В 1983—1984 годах он играл одну из главных ролей в сериале «Залив Сити-блюз», однако шоу было закрыто после восьми эпизодов. В 1985 году Кэссиди сыграл эпизодическую роль в фильме «Букмекерская лихорадка» с Райана О’Нилом в главной роли. В 1986 году он сыграл кадета военной академии в мини-сериале «Серая униформа» и снялся в телефильме «Рожденственский вечер» с Лореттой Янг в главной роли. В 1988—1989 годах он играл главную роль в сериале «Грязные танцы», основанном на одноимённом фильме. В 1994 году снялся в двух фильмах с сестрами Олсен — «Я согласен на всё» и «Весёлые деньки на Диком Западе». Также Кэссиди с 1981 по 2005 год активно работал на Бродвее.

## Личная жизнь
Патрик женат на Мелиссе Харли, у пары есть два сына: Коул Патрик Кэссиди и Джек Гордон Кэссиди.